# Krtičník
Krtičník (Scrophularia) je rod rostlin z čeledi krtičníkovité (Scrophulariaceae). Zahrnuje především vytrvalé byliny se vstřícnými listy. Květy jsou zřetelně souměrné, pyskaté, se čtyřmi tyčinkami a jednou patyčinkou, která může být redukována. Jejich plodem je dvouchlopňová tobolka s četnými semeny. Centrem diverzity krtičníků jsou pohoří Turecka a Íránu, vyskytují se ale i v dalších oblastech  Asie, v Evropě, severní Africe, v Severní Americe a v Karibiku. V české flóře jsou zastoupeny čtyřmi původními druhy.

## Popis

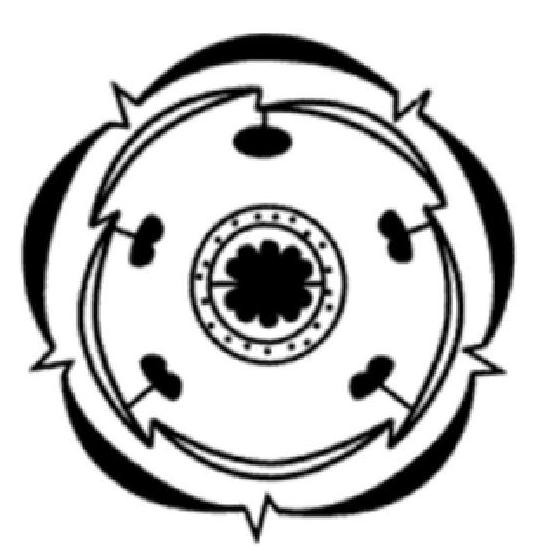
Květní diagram krtičníku

Krtičníky jsou vytrvalé, případně dvouleté, vzácně jednoleté byliny s čtyřhrannými lodyhami, některé druhy jsou i polokeře. Jejich řapíkaté listy jsou vstřícné, v horní části lodyh někdy i střídavé, nejčastěji celistvé, mohou však být i peřenodílné až lichozpeřené.
Květy jsou souměrné, mají zvonkovitý pěticípý kalich, koruna je pyskatá nebo téměř pravidelná, s širokou trubkou delší než jsou korunní cípy. Horní cípy koruny jsou dva, dolní tři (přičemž dva krajní jsou víceméně boční). Horní cípy mohou být delší než dolní. Tyčinky jsou v květu čtyři, dvě z nich jsou většinou delší. Pátá tyčinka chybí nebo je častěji přeměněna ve více či méně patrné staminodium přirůstající nitkou k horní vnitřní části korunní trubky. Kolem semeníku je vytvořeno nektárium. Květy jsou poměrně často opylovány vosami, ačkoli jako opylovači se uplatňují i další skupiny hmyzu. U několika druhů se na opylování podílejí i ptáci.
Květy skládají vrcholičnatá dílčí květenství, která jsou uspořádána do hroznů. V květenství jsou přítomny listeny, které někdy připomínají horní listy, jindy jsou mnohem drobnější. 

Plodem je oválná až kulovitá tobolka otevírající se dvěma chlopněmi. Četná oválná svraskalá semena jsou podélně nevýrazně žebrovaná.

Morfologie krtičníků
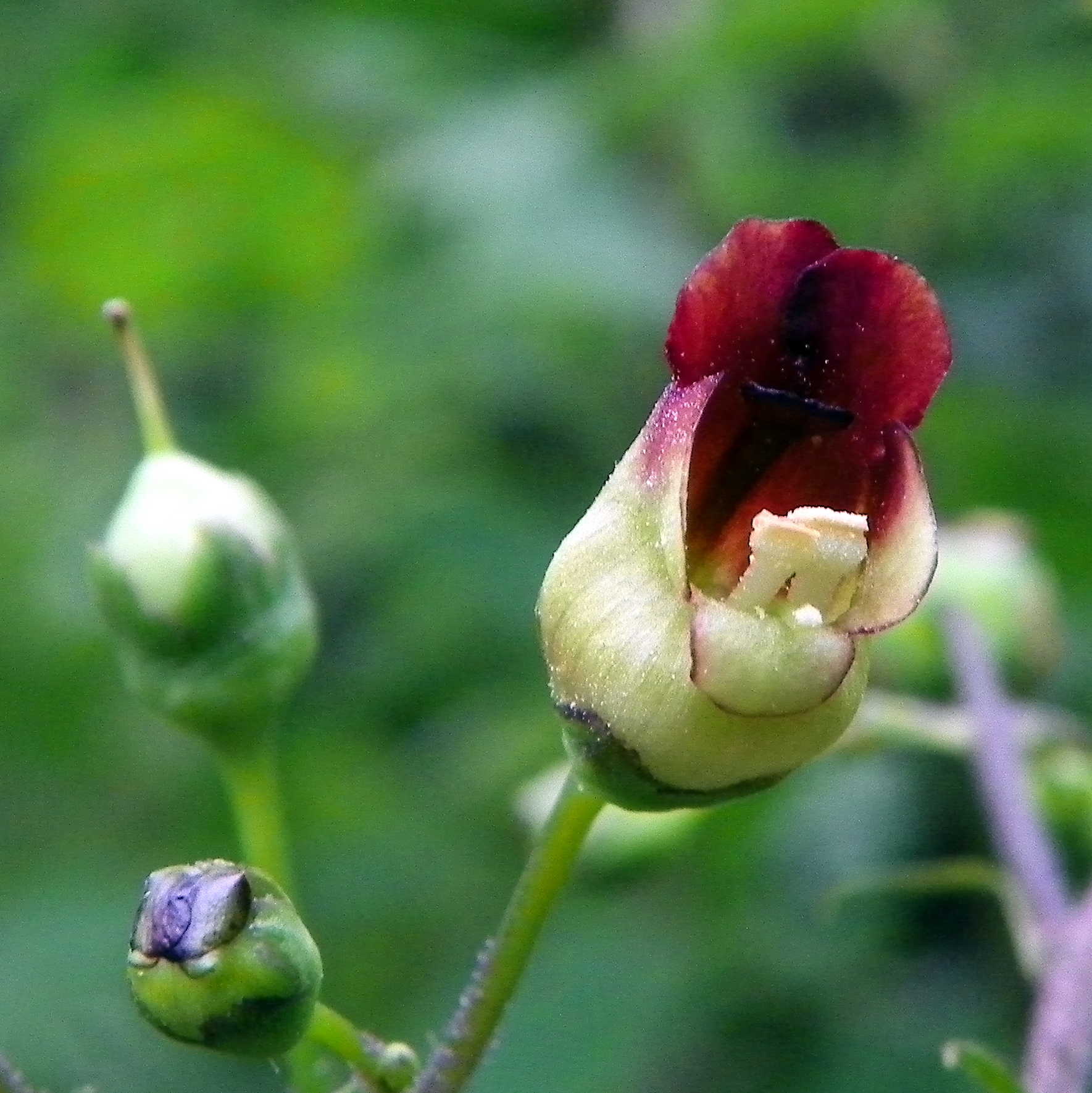
Detail květu krtičníku hlíznatého
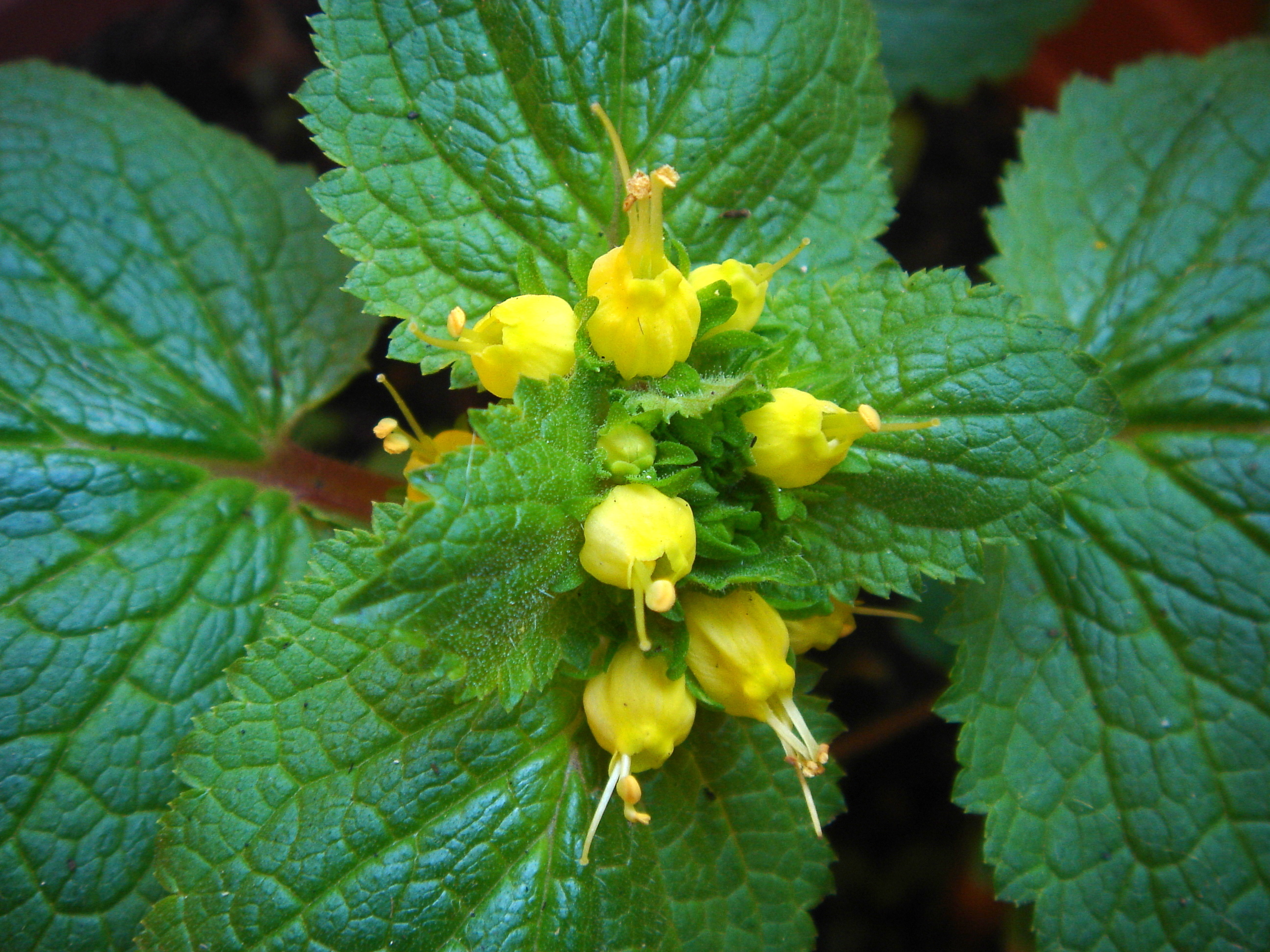
Květenství k. zlatožlutého
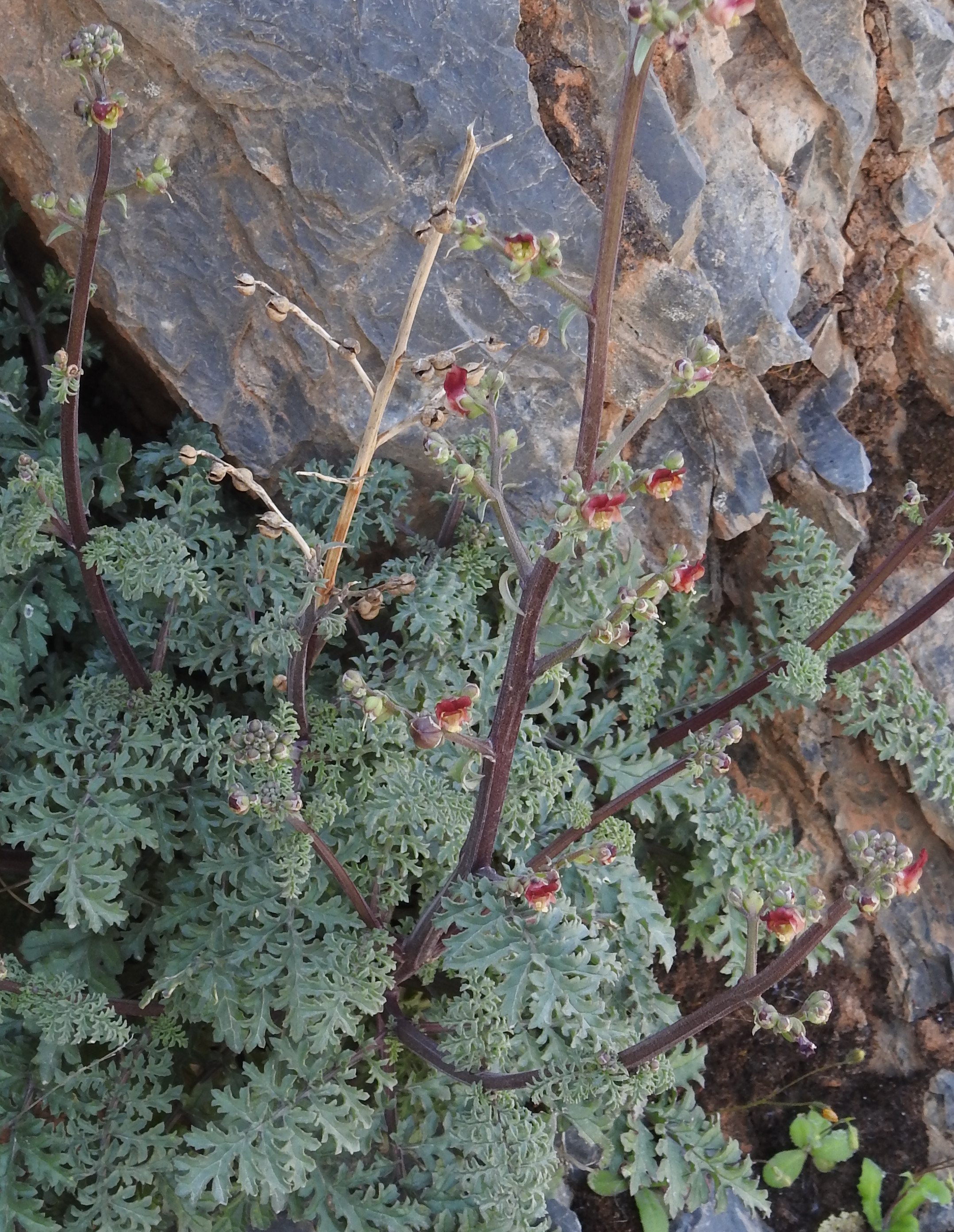
Mediteránní S. lucida má jemně dělené listy
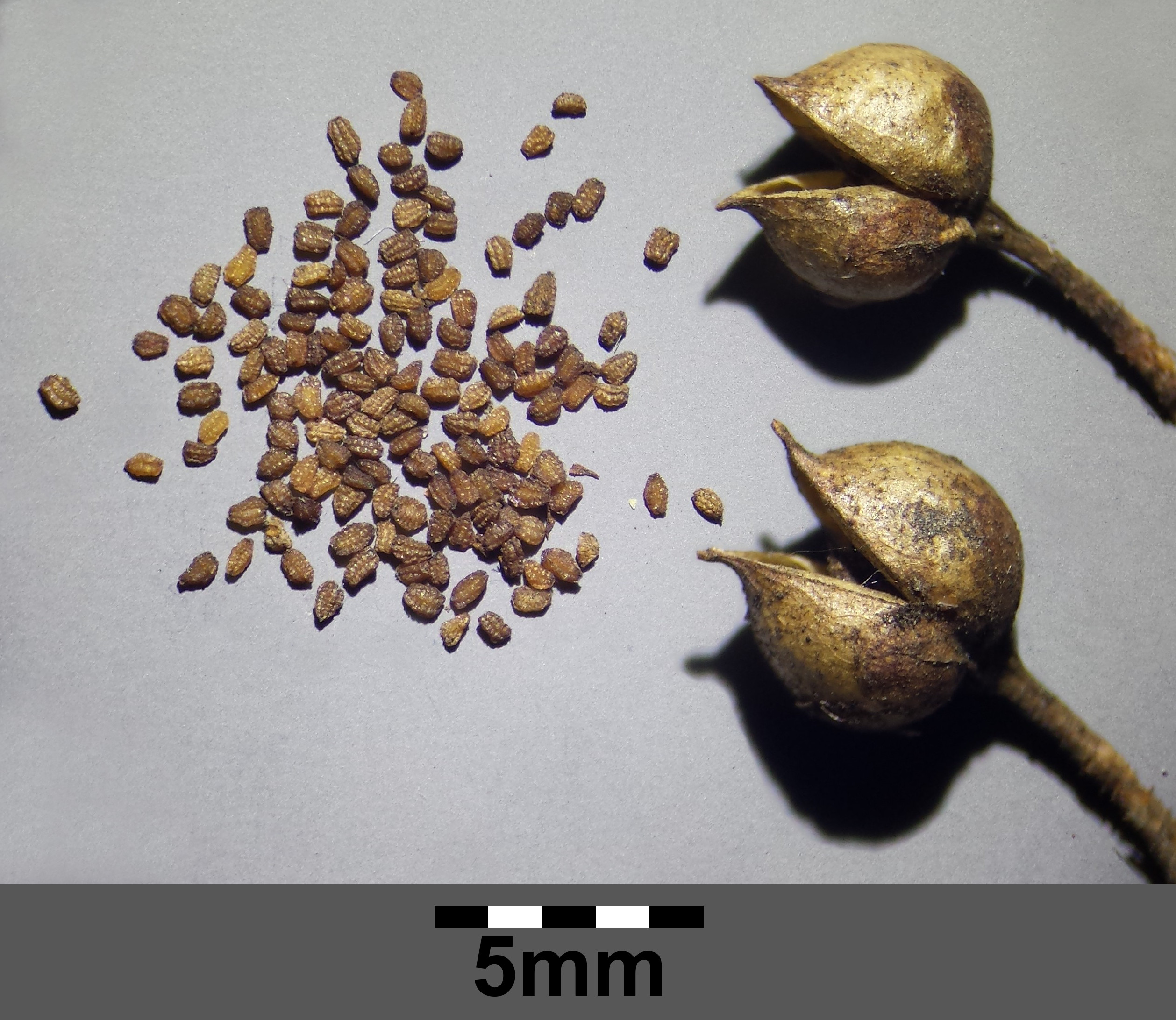
Puklé tobolky a semínka k. křídlatého

## Výskyt

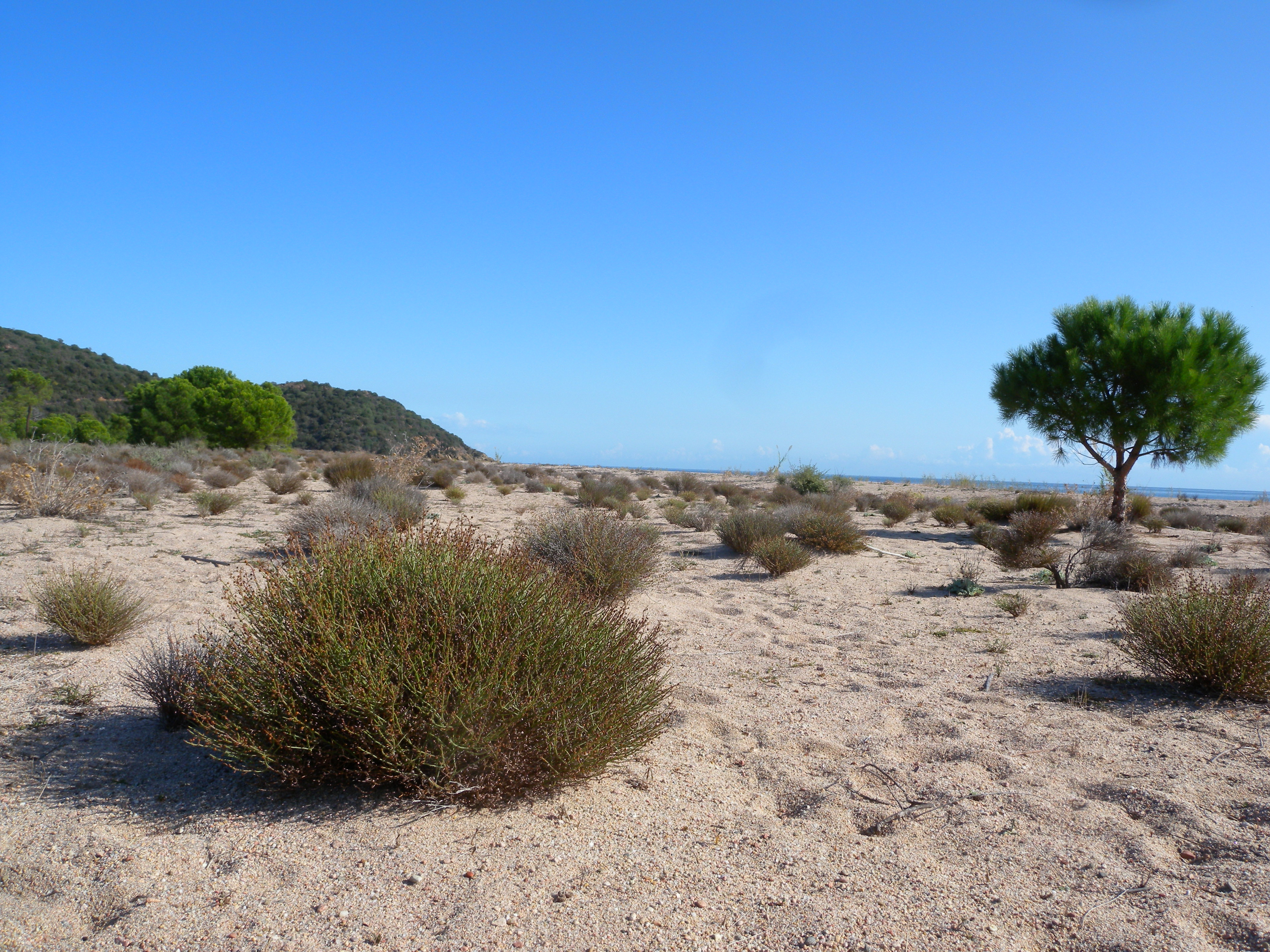
Keříky Scrophularia ramosissima na Korsice

Rod krtičník se v přibližně 250 druzích vyskytuje na severní polokouli. Centrem jeho diverzity jsou asijská pohoří od Turecka a Íránu, kde se vyskytuje nevíce druhů a kde má patrně rod krtičník svůj prapůvod, až po Himálaj. Vyskytuje se však i jinde v Asii, Evropě, Severní Americe a Karibiku a v severní Africe. Jen málo druhů krtičníků roste v tropickém klimatu, většinou obývají mírné pásmo a/nebo horské oblasti.

### Výskyt v Česku
V České republice jsou původní tyto druhy:
- Krtičník jarní (Scrophularia vernalis L.)
- Krtičník žláznatý (Scrophularia scopolii Hoppe)
- Krtičník hlíznatý (Scrophularia nodosa L.)
- Krtičník křídlatý (Scrophularia umbrosa Dumort.)

Mezi těmito čtyřmi druhy je k. jarní nápadný žlutými květy, u zbývajících druhů je koruna alespoň na hřbetě červená až hnědočervená. K. křídlatý se vyznačuje zřetelně křídlatou lodyhou. Krtičník hlíznatý má na rozdíl od k. žláznatého hlízovitě ztlustlý oddenek a má lysé listy a lodyhy – u k. žláznatého jsou pýřitě chlupaté. Všechny čtyři druhy preferují vlhčí a stinnější stanoviště, jako jsou lesy, lesní lemy, břehy vod apod., k. křídlatý osidluje spíše otevřená stanoviště jako např. vlhké louky.
V minulosti byl na rudiště v Ostravě-Vítkovicích zavlečen patrně s rudou z Krymu k. psí (S. canina). Jako nektarodárná rostlina byl v ČR vzácně pěstován výjimečně zplaňující kavkazský k. zlatožlutý (S. chrysantha).

## Evoluce

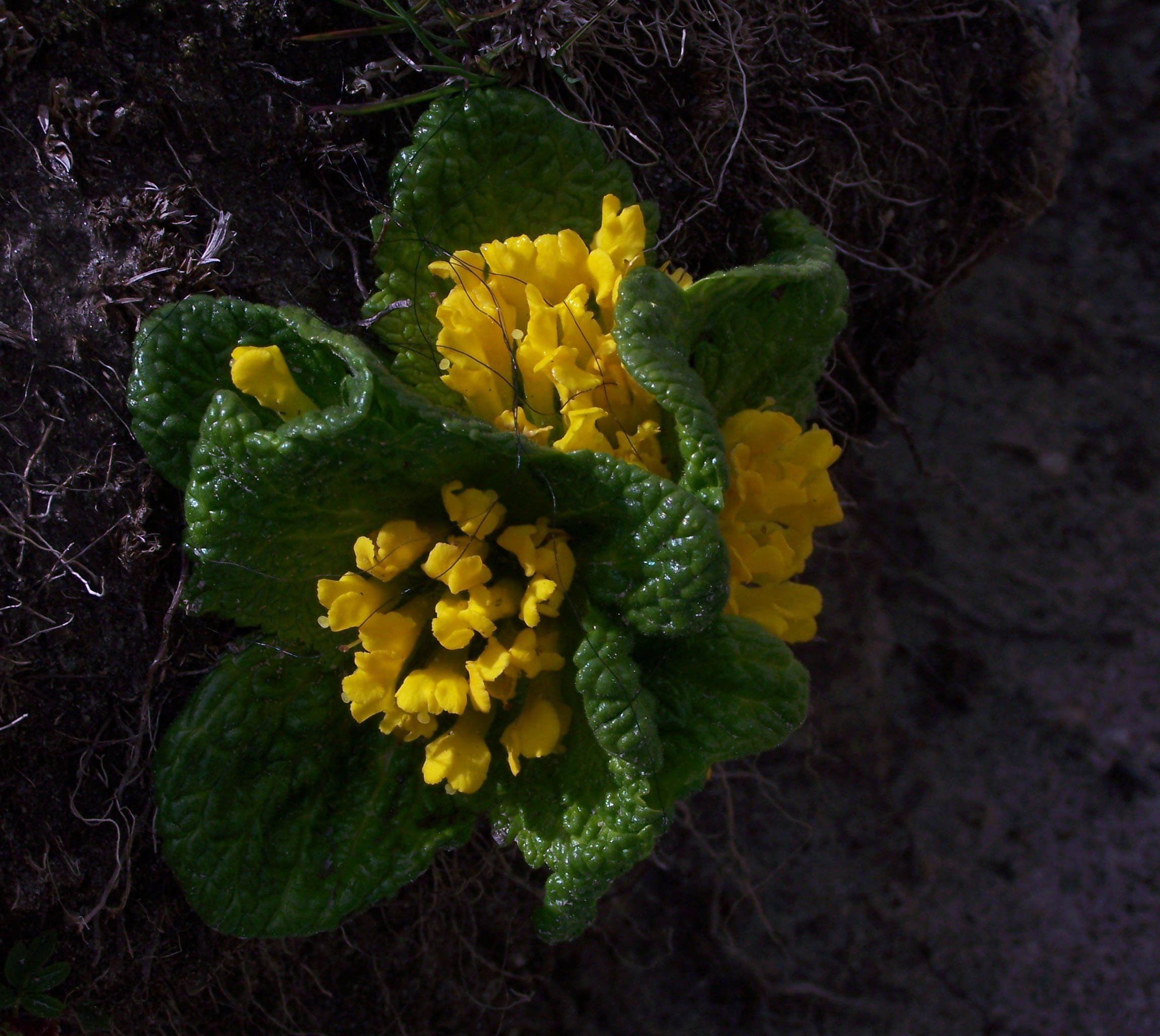
Zástupci bývalého rodu Oreosolen se dnes řadí mezi krtičníky

Evoluční linie krtičníků se oddělila od linie vedoucí k dnešním diviznám zhruba na přelomu oligocénu a miocénu (asi před 23 milióny let). K výraznější diverzifikaci v rámci rodu krtičník začalo docházet asi od období před 15 milióny let (miocén). Oblast jihozápadní Asie byla v té době geologicky a klimaticky ovlivněna kolizí Arabské desky s Eurasijskou: docházelo k ústupu moře, vrásnění řady pohoří v této oblasti a aridizaci klimatu. Větší množství dešťových srážek v nově vznikajících horských pásmech mohlo podpořit kolonizaci těchto oblastí krtičníky. V několika vlnách odsud krtičníky kolonizovaly Evropu včetně Makaronésie, severní Afriku, zbytek Asie a přes Beringii Severní Ameriku a posléze Karibik. V evoluci krtičníků měla velký význam hybridizace. Vysoký podíl hybridizace také komplikuje rekonstrukci evoluce v rámci rodu pomocí fylogenetických analýz.
Podle fylogenetických studií patří do rodu krtičník i dříve samostatný nepočetný himálajský rod Oreosolen. Tyto drobné krtičníky přizpůsobené extrémním horským podmínkám nevytvářejí olistěné lodyhy, mají jen přízemní růžici listů.

## Galerie

Ukázky variability krtičníků
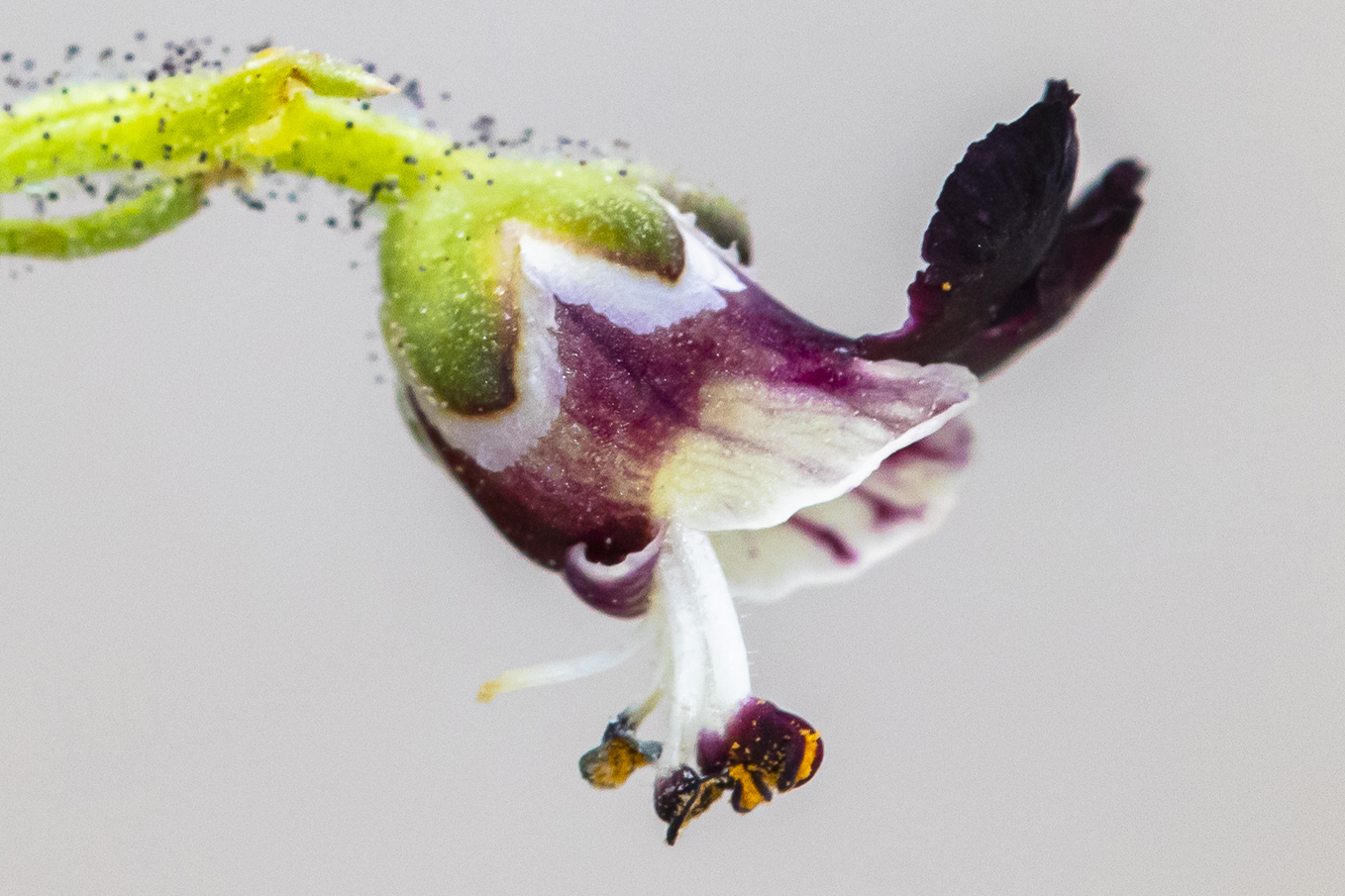
Květ S. juratensis z pohoří jižní Evropy
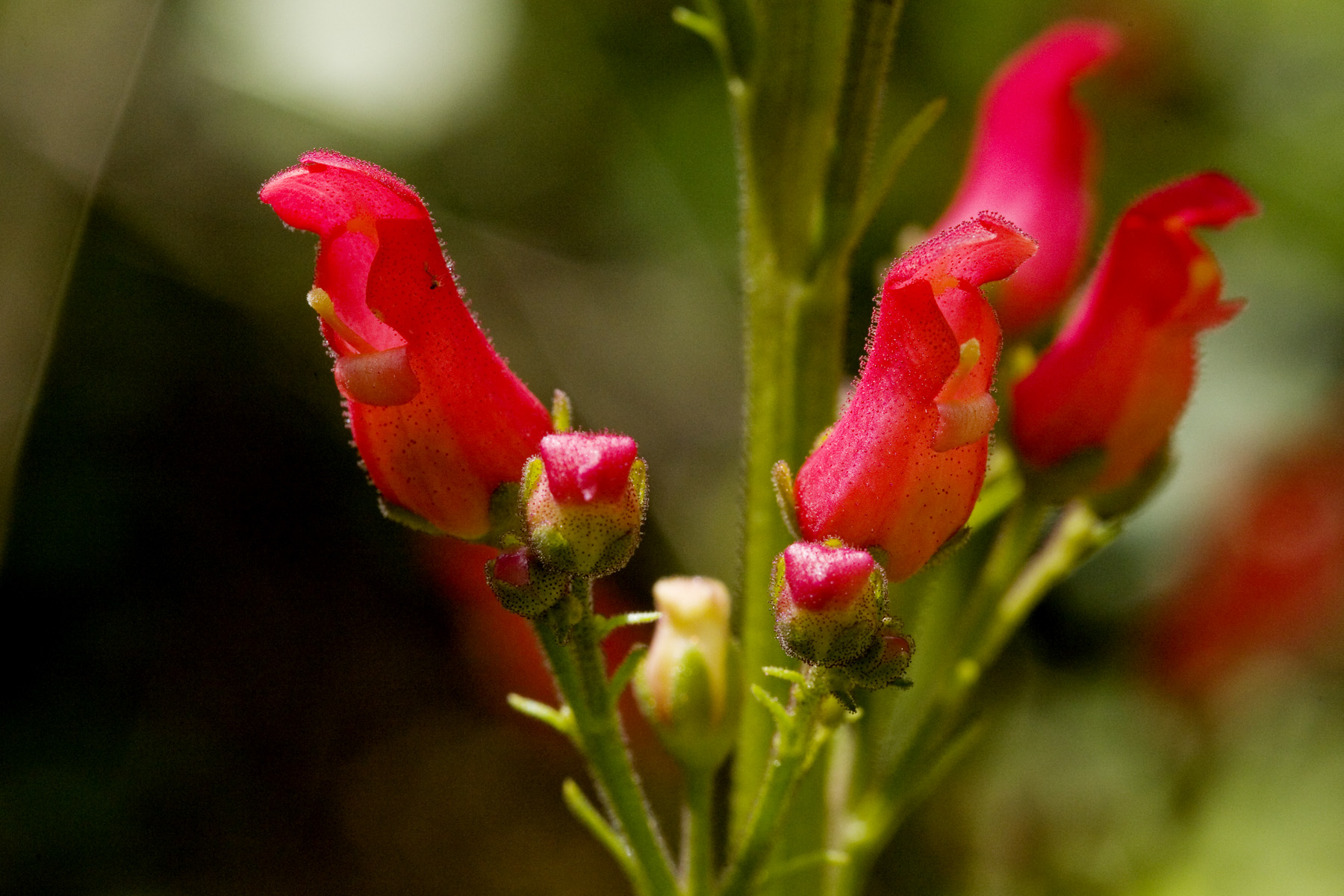
Americký S. macrantha láká kolibřiky
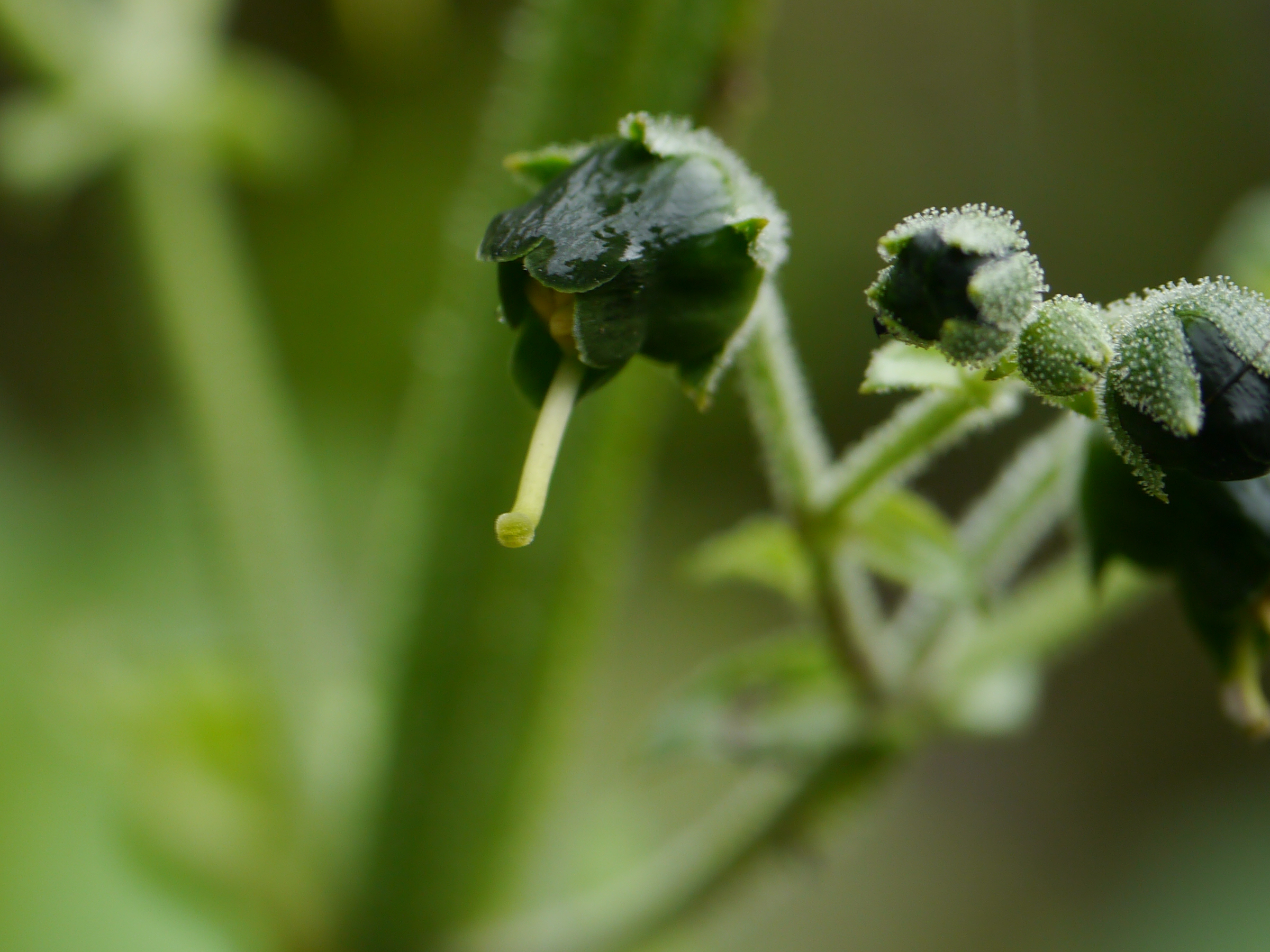
Himálajský Scrophularia edgeworthii se zelenou korunou
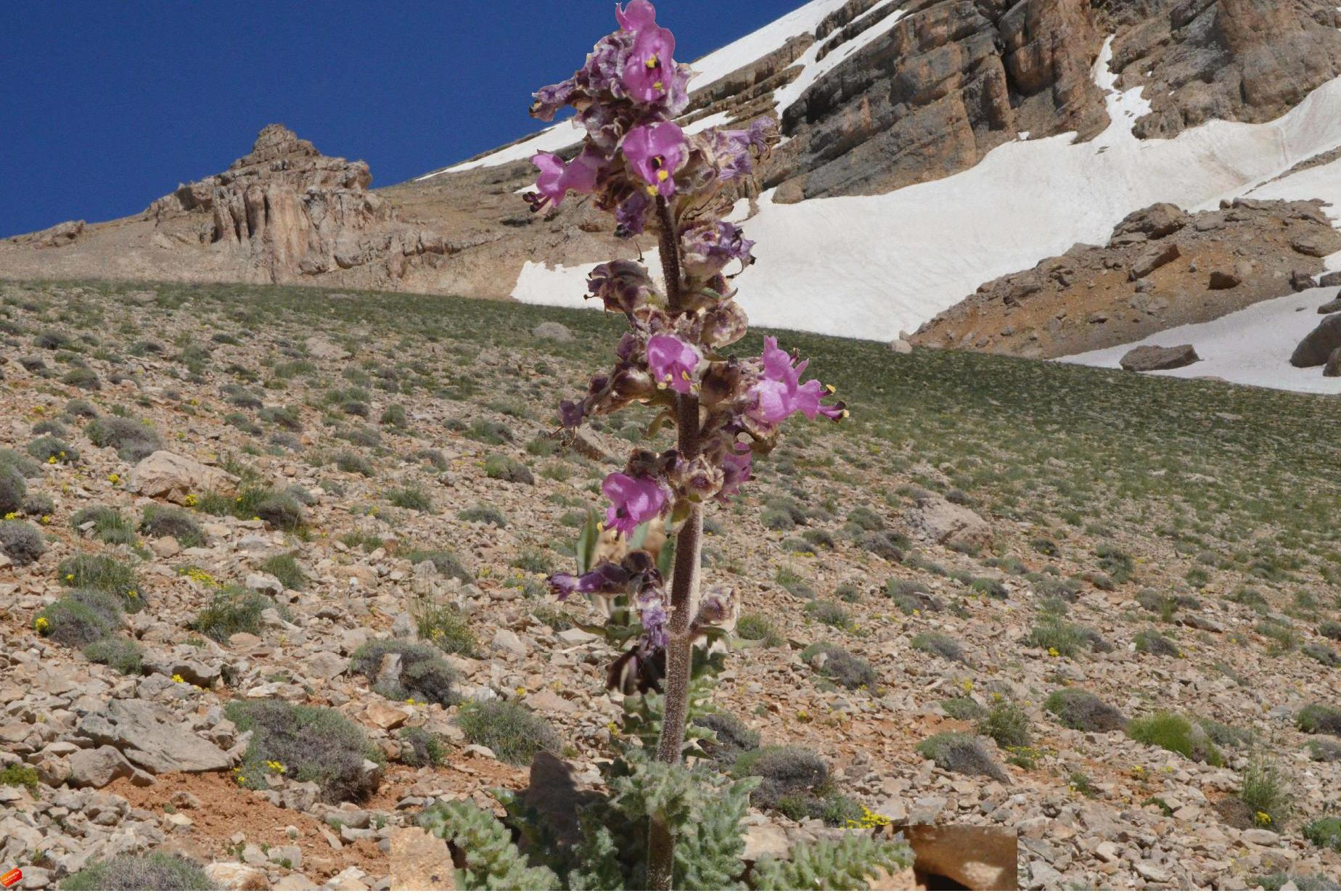
S. fatmae v tureckých horách